# Médor (chien)
Pour les articles homonymes, voir Médor.
Médor est un chien célèbre de Paris au début de la monarchie de Juillet. Ce chien errant est trouvé fréquentant la sépulture de son maître tombé pendant les Trois Glorieuses  et devient au fil des mois la coqueluche des partisans du nouveau régime.